# Ji Xiang
Ji Xiang (1 de março de 1990) é um futebolista profissional chinês que atua como defensor.

## Carreira
Ji Xiang representou a Seleção Chinesa de Futebol na Copa da Ásia de 2015.